# Rejon zabuski
Rejon zabuski (ukr. Забузький район) – dawna jednostka podziału administracyjnego Ukraińskiej Socjalistycznej Republiki Radzieckiej w Związku Socjalistycznych Republik Radzieckich w latach 1951–1962. Należał do obwodu lwowskiego. Siedziba władz rejonu znajdowała się w Bełzie.
Rejon zabuski powstał 10 listopada 1951 w ramach umowy o zmianie granic z 15 lutego 1951, kiedy to do ZRRR obszerne połacie położonej w Polsce Sokalszczyzny, tworząc z nich nowy rejon. Objął on następujące obszary wydzielone z województwa lubelskiego:
- z powiatu hrubieszowskiego:
  - całą gminę Krystynopol (łącznie z lewobrzeżnymi częściami Sokala – Zabużem i Żwirką, odłączonymi od niego w 1939 roku na skutek wytyczenia Linii Mołotowa);
  - prawie całą gminę Chorobrów (bez lasu Rogalszczyzna i osady Dołhobyczów-Kolonia);
  - wschodnią jedną trzecią gminy Waręż (gromady Korków, Leszczków, Łubów, Polanka, Rusin, Waręż Wieś i Waręż Miasto, bez małego skrawka[5])
  - południowo-wschodnie dwie trzecie gminy Bełz (gromady Bełz, Bezejów, Cebłów, Piwowszczyzna, Przemysłów, Siebieczów, Tuszków, Wierzbiąż, Witków, Worochta i Żużel)[6];
  - dwa małe fragmenty gminy Dołhobyczów (Piaseczno i Pawłowice[7]);
- z powiatu tomaszowskiego:
  - wschodnią jedną trzecią gminy Uhnów (gromady Poddębce, Uhnów i Zastawie);
  - południową ćwierć gminy Tarnoszyn (gromady Korczów i Staje).

Rejon podzielono 10 listopada 1951 na 24 rad: trzy miejskie i 21 wiejskich. Wszystkim trzem miastom nadano prawa miejskie (nie posiadały go w Polsce po wojnie). Wiele nazw miejscowości zmieniono, w tym nazwy nawiązujące do wydarzeń komunizmu, wartości socjalizmu lub faktu "powrotu do macierzy", np. Trudolubiwka ("Pracolubówka"), Żowtnewe ("Październikowo"), Perszotrawnewe ("Pierwszomajowo"), Nowoukrainka, itd. Obowiązujące do 1951 historyczne nazwy podano w nawiasach:
| Rada (pl.)     | Typ | Rada (ukr.)                  | Skład (pl.) | Skład (ukr.)                                                                 | Przynależność w Polsce (1951) | Przynależność w Polsce (1951) |
| Rada (pl.)     | Typ | Rada (ukr.)                  | Skład (pl.) | Skład (ukr.)                                                                 | Gmina                         | Powiat                        |
| -------------- | --- | ---------------------------- | --- | ---------------------------------------------------------------------------- | ----------------------------- | ----------------------------- |
| Bełz           | M   | Белзька міська рада          | Bełz (z włączonym doń Witkowem)                                                                                      | Белз                                                                         | Bełz                          | hrubieszowski                 |
| Czerwonogród   | M   | Червоноградська міська рада  | Czerwonogród (Krystynopol; z włączonym doń Nowym Dworem)                                                             | Червоноград (Кристинопіль)                                                   | Krystynopol                   | hrubieszowski                 |
| Uhnów          | M   | Угнівська міська рада        | Uhnów | Угнів                                                                        | Uhnów                         | tomaszowski                   |
| Boratyn        | w   | Борятинська сільська рада    | Boratyn, Bereżne (Klusów), Dobroczyn (Dobraczyn), Rudka (Madziarki)                                                  | Борятин (Боратин), Бережне (Клусув), Доброчин (Добрачин), Рудка (Мадзярки)   | Krystynopol                   | hrubieszowski                 |
| Wilchowe       | w   | Вільхівська сільська рада    | Wilchowe (Ulwówek), Horodłowice                                                                                      | Вільхове (Ульвувек), Городиловичі (Городиловіце)                             | Chorobrów                     | hrubieszowski                 |
| Wołynśke       | w   | Волинська сільська рада      | Wołynśke (Wojsławice), Pieczgóry                                                                                     | Волинське (Войславіце), Печигори (Печигури)                                  | Chorobrów                     | hrubieszowski                 |
| Dibrowka       | w   | Дібровська сільська рада     | Dibrowka (Uhrynów), Pawłowka (Pawłowice), Podilśke (Nuśmice)                                                         | Дібровка (Угринув), Павлівка (Павловиці), Подільське (Нусьміце)              | Dołhobyczów                   | hrubieszowski                 |
| Żwirka         | w   | Жвирківська сільська рада    | Żwirka, Wyszniwka (Zawisznia)                                                                                        | Жвирка (Жвірка), Вишнівка (Завишня)                                          | Krystynopol                   | hrubieszowski                 |
| Zabłocie       | w   | Заболоттівська сільська рада | Zabłocie (do 1951 w granicach Bełza), Żowtnewe (Tuszków), obszar po zaoranej Worochcie                               | Заболоття (Заблоце), Жовтневе (Тушкув)                                       | Bełz                          | hrubieszowski                 |
| Zabuże         | w   | Забужжівська сільська рада   | Zabuże (do 1939 w granicach Sokala), Konotopy                                                                        | Забужжя (Забуже), Конотопи                                                   | Krystynopol, Chorobrów        | hrubieszowski                 |
| Korczów        | w   | Корчівська сільська рада     | Korcziwka (Korczów), Staiwka (Staje)                                                                                 | Корчівка (Корчув), Стаївка (Стайє)                                           | Tarnoszyn                     | tomaszowski                   |
| Krasnosilla    | w   | Красносільська сільська рада | Krasnosilla (Siebieczów) z włączoną doń Piwowszczyzną, Werbowe (Wierzbiąż)                                           | Красносілля (Себечув), Вербове (Вежбенж)                                     | Bełz                          | hrubieszowski                 |
| Murowane       | w   | Мурованська сільська рада    | Murowane (Żabcze Murowane), Żużelany (Żużel), obszar po zaoranym Bezejowie                                           | Муроване (Жабче-Муроване), Жужеляни (Жужель)                                 | Krystynopol, Bełz             | hrubieszowski                 |
| Nowoukrainka   | w   | Новоукраїнська сільська рада | Nowoukrainka (Waręż), Łubniwka (Łubów), Polana (Polanka), Myrniwka (Uśmierz, częściowo), obszar po zaoranym Korkowie | Новоукраїнка (Варенж), Лубнівка (Лубув), Поляна (Полянка), Мирнівка (Усьмеж) | Waręż                         | hrubieszowski                 |
| Ostrów         | w   | Острівська сільська рада     | Ostrów, Głuchów (Północny)                                                                                           | Острів (Острув), Глухів                                                      | Krystynopol, Bełz             | hrubieszowski                 |
| Peremoha       | w   | Перемогівська сільська рада  | Peremoha (Opulsko), Bajanice (Bojanice), Hatkiwka (Hatowice)                                                         | Перемога (Опульсько), Баяничі (Бояніце), Гатківка (Гатовіце)                 | Chorobrów                     | hrubieszowski                 |
| Perszotrawnewe | w   | Першотравнева сільська рада  | Perszotrawnewe (Leszczków), Rusin                                                                                    | Першотравневе (Лещкув), Русин                                                | Waręż                         | hrubieszowski                 |
| Piaseczno      | w   | Пісочненська сільська рада   | Piaseczno, Szychtary (Szychtory)                                                                                     | Пісочне (Пясечне), Шихтарі (Шихтори)                                         | Dołhobyczów, Chorobrów        | hrubieszowski                 |
| Piddubne       | w   | Піддубнівська сільська рада  | Piddubne (Poddębce), Zastawne (Zastawie; 1934–1939 w granicach Uhnowa)                                               | Піддубне (Поддембце), Заставне (Заставе)                                     | Uhnów                         | tomaszowski                   |
| Prawda         | w   | Правдівська сільська рада    | Prawda (Chorobrów), Drużelubiwka (Mianowice)                                                                         | Правда (Хоробрув), Дружелюбівка (Мяновіце)                                   | Chorobrów                     | hrubieszowski                 |
| Sawczyn        | w   | Савчинська сільська рада     | Sawczyn, Huta (Szmitków, z włączonym doń Moszkowem)                                                                  | Савчин, Гута (Шмиткув)                                                       | Chorobrów                     | hrubieszowski                 |
| Trudolubiwka   | w   | Трудолюбівська сільська рада | Trudolubiwka (Żdżarynka), Łankowe (Cieląż)                                                                           | Трудолюбівка (Жджаринка), Ланкове (Целенж)                                   | Chorobrów                     | hrubieszowski                 |
| Fedoriwci      | w   | Федорівцівська сільська рада | Fedoriwci (Tudorkowice), Starogród                                                                                   | Федорівці (Тудорковіце), Старгород (Старогруд)                               | Chorobrów                     | hrubieszowski                 |
| Cebriwka       | w   | Цебрівківська сільська рада  | Cebriwka (Cebłów), Peremysliwci (Przemysłów)                                                                         | Цебрівка (Цеблув), Перемисливці (Пшемислув)                                  | Bełz                          | hrubieszowski                 |

23 września 1959 do rejonu zabuskiego włączono część zniesionego rejonu wielkomostowskiego.
30 grudnia 1962 rejon zabuski zniesiono, włączając go do rejonu sokalskiego.